# Plasmòlisi

Cèl·lula vegetal sota diferents medis.

La plasmòlisi és un fenomen cel·lular pel qual les cèl·lules perden aigua i s'arruguen, separant-se de la membrana plasmàtica.
És el fet contrari de la turgència i d'aquests dos fenòmens depèn que, per exemple, una planta, estigui marcida o erecte. La plasmòlisi s'esdevé en medis hipertònics, és a dir, aquells medis que tenen una concentració més gran de sal que la que existeix a l'interior de la cèl·lula.
Quan les cèl·lules animals s'introdueixen en un medi hipertònic es produeix la plasmòlisi, que consisteix en el fet que la cèl·lula es deshidrata. En cèl·lules vegetals aquest fenomen pot provocar que la membrana plasmàtica se separi de la paret vegetal, si aquest fenomen és irreversible se l'anomena plasmòlis permanent, en el qual la cèl·lula no pot tornar a l'estat normal en què es trobava. També hi ha la plasmòlisi incipient que consisteix en la pèrdua d'aigua de la cèl·lula però aquesta pot tornar al seu estat natural.